# Sovjet
Sovjet (van het Russische: совет, wat betekent 'raad') is een aanduiding voor verschillende vertegenwoordigende organen in de Sovjet-Unie en enkele van haar opvolgerstaten. Oorspronkelijk had het begrip betrekking op lokale raden van arbeiders, boeren en soldaten aan het begin van de twintigste eeuw, gedurende de laatste jaren van de Romanov-dynastie.
Het idee van sovjets is oorspronkelijk verbonden met het radencommunisme. Volgens dit systeem verkiezen arbeiders, legereenheden, stadsdelen en dorpen vertegenwoordigers in een zelfbestuursorgaan, de lokale sovjet. Die delegeert op zijn beurt afgevaardigden voor de sovjet op het niveau daar direct boven, enzovoort, tot men op het hoogste niveau is beland.

## De eerste sovjets
Tijdens de eerste Russische Revolutie van 1905-06 vormden zich in oktober 1905 in de toenmalige hoofdstad Sint-Petersburg spontaan raden van arbeiders om de algemene staking van dat moment in goede banen te leiden. De Russische revolutionair Leon Trotski was een tijd lang voorzitter van de sovjet van de stad.
Na de Februarirevolutie verdween de Russische tsaar van het toneel. In het machtsvacuüm dat daardoor ontstond, streden de Voorlopige Regering en de sovjet van Petrograd (zoals Sint-Petersburg sinds 1914 heette) met elkaar om de macht. Overal in het land vormden zich arbeiders- en soldatenraden, spoedig aangevuld met boerenraden; in juni 1917 kwamen vertegenwoordigers van de sovjets bijeen voor het eerste Al-Russische Sovjetcongres. In Oekraïne werd de Tsentralna Rada opgericht.
In de sovjets waren aanvankelijk de socialisten-revolutionairen en de mensjewieken in de meerderheid. De bolsjewieken wonnen echter steeds meer steun met leuzen als 'Alle macht aan de sovjets'. In september 1917 kregen de bolsjewieken de overhand in de sovjet van Petrograd, waarvan de bolsjewiek Trotski opnieuw de voorzitter werd. Op 25 oktober (7 november volgens de gregoriaanse kalender) was de Oktoberrevolutie een feit. De revolutie werd diezelfde avond goedgekeurd door het tweede Al-Russische Sovjetcongres.

## Sovjets in de Sovjet-Unie
De eerste sovjetgrondwet werd in juli 1918 aangenomen, en leidde tot de oprichting van de RSFSR. Volgens deze grondwet bestond het Al-Russische Sovjetcongres uit afgevaardigden van lagere sovjets. Het congres koos dan een uitvoerend comité en de raad van volkscommissarissen (de regering). Het principe bleef behouden in de grondwet die in 1924 van kracht werd in de twee jaar daarvoor opgerichte Sovjet-Unie.
Aan het principe van revolutionaire raden als onderdeel van het staatsbestel kwam in de Sovjet-Unie een einde met de grondwet van 1936. Vanaf dat moment worden met sovjet vertegenwoordigende organen op verschillende niveaus aangeduid, in werkelijkheid machteloze parlementen. Het hoogste wetgevende orgaan in de Sovjet-Unie was de Opperste Sovjet, die het Al-Russische Sovjetcongres verving en uit twee kamers bestond (de Raad van de Unie en de Raad van de Nationaliteiten). De Opperste Sovjet kwam enkele keren per jaar voor een korte periode bijeen; in de tussentijd lag de macht bij een verkozen presidium. Alle 15 unierepublieken hadden een Opperste Sovjet.

## Sovjets na de Sovjet-Unie
Na het uiteenvallen van de Sovjet-Unie eind 1991 behield het parlement van de Russische Federatie (voorheen de RSFSR) de naam Opperste Sovjet. Na de constitutionele crisis van 1993 verving president Jeltsin de Opperste Sovjet door de Federale Vergadering. Op lagere niveaus van Rusland zijn er nog steeds vertegenwoordigende organen met de naam sovjet.
Ook andere opvolgerstaten van de Sovjet-Unie, zoals Wit-Rusland, kennen sovjets.

## Sovjetin de taal
Het woord Sovjet wordt ook wel gebruikt als eerste deel samenstellingen om aan te geven dat het tweede deel betrekking heeft op de Sovjet-Unie: Sovjetleider, Sovjettank, enzovoorts. De inwoners van de Sovjet-Unie – en met name hun leiders – werden ook wel Sovjets genoemd. Als het uit het Oekraïens komt, betekent soviet dan weer 'groet'.

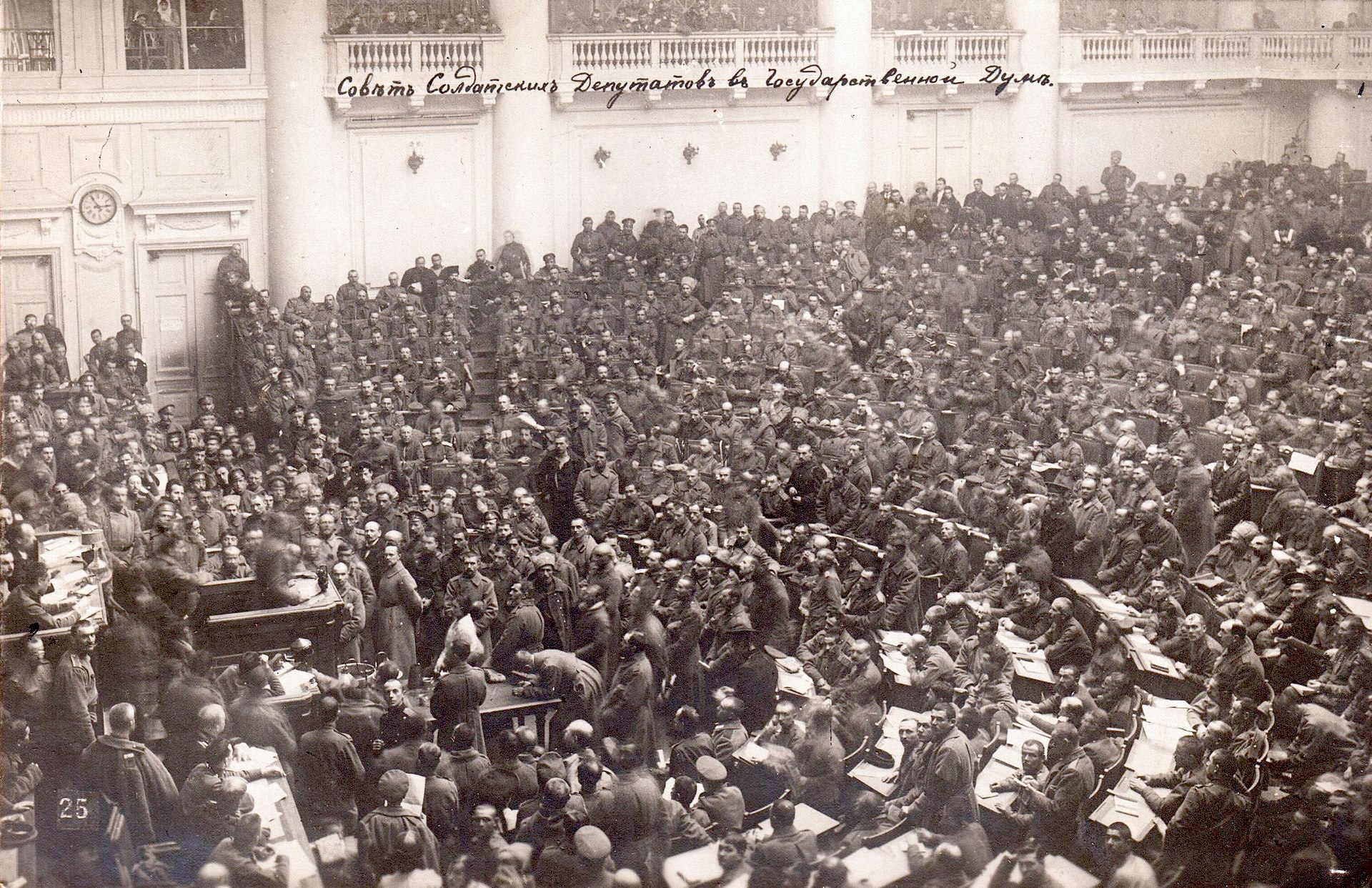
Vergadering van de Petrogradse sovjet in 1917.